# گنوماکوی
گنوماکوی شهری در شهرستان سانابا در استان بانوا در بورکینافاسوی غربی است و جمعیت آن ۴۴۰ نفر است.